# Condizione della donna in Turchia

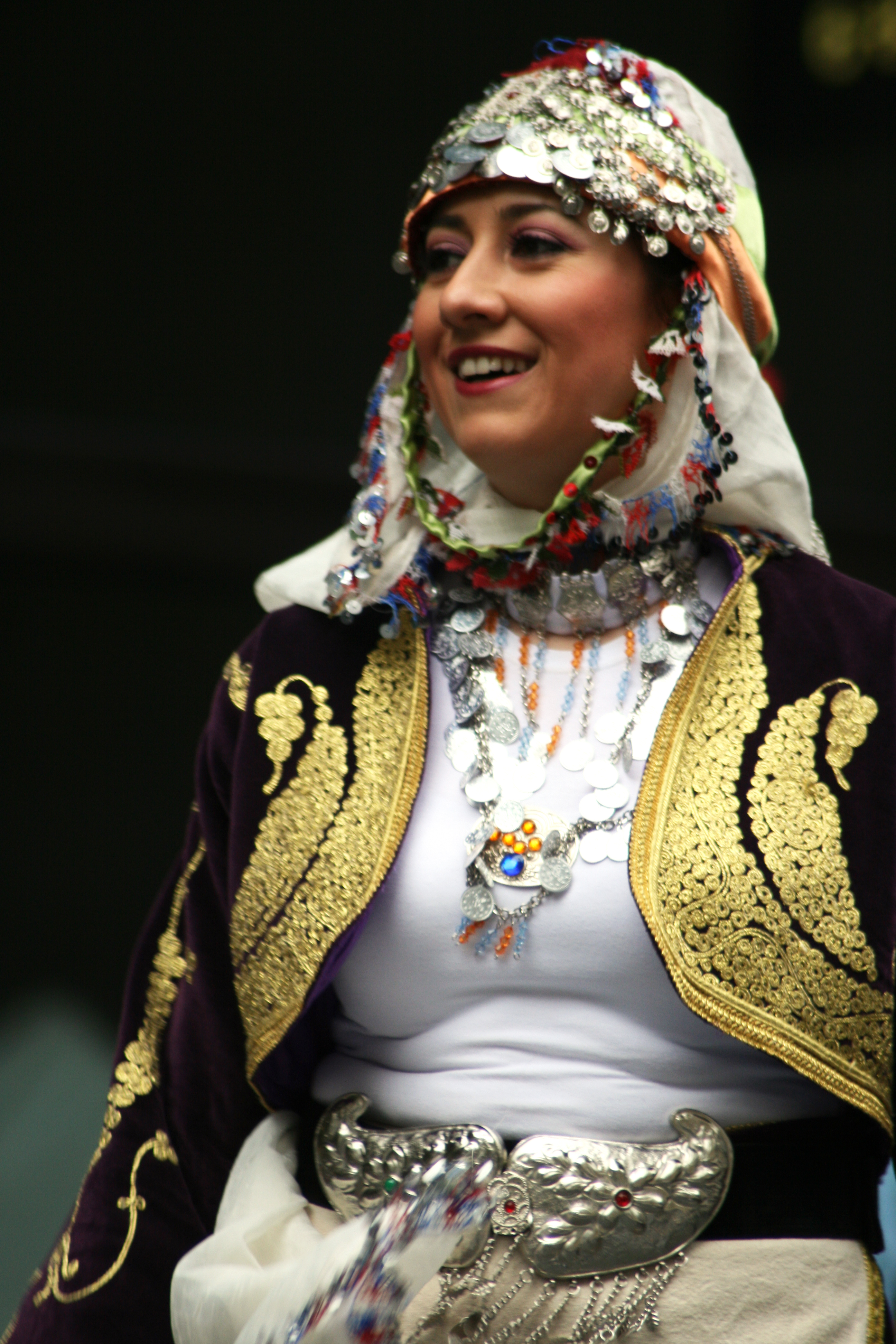
Donna turca in abito tradizionale.

Il ruolo di genere, la condizione femminile e i diritti delle donne nella Turchia contemporanea sono determinati da una continua lotta militante in materia di uguaglianza di genere, elementi che concorrono ad includere le condizioni richieste per la candidatura all'Unione europea, contro le politiche prevalenti che favoriscono modelli restrittivi basati sul patriarcato.
Le donne turche continuano ad essere vittime di stupro e delitto d'onore; la ricerca svolta dagli studiosi più accreditati e dalle agenzie governative indica inoltre una diffusa presenza di violenza domestica tra la popolazione maschile.
Le donne sono costrette ad affrontare anche disparità significative nel campo occupazionale e, in alcune regioni, in quello dell'istruzione femminile. La partecipazione delle donne alla forza lavoro è inferiore alla metà della media europea e mentre diverse campagne sono state intraprese con successo per promuovere l'alfabetizzazione femminile, esiste ancora una forte sacca di divario tra i sessi nell'istruzione secondaria ed un sempre più crescente divario nell'istruzione superiore.
Vi è anche una diffusione a macchia d'olio del matrimonio infantile, pratica quest'ultima che è particolarmente presente nelle parti più orientali e centrali del paese. La discriminazione basata sul genere è espressamente vietata dalla costituzione del 1982.
Il movimento del femminismo turco prese avvio nel corso del XIX secolo in concomitanza con il declino e la primissima modernizzazione dell'impero ottomano; questo movimento è stato abbracciato, dopo la caduta dell'Impero ottomano e la proclamazione della Turchia repubblicana da parte dell'amministrazione di Mustafa Kemal Atatürk (1922), attraverso riforme modernizzatrici che includevano il divieto di poligamia e la fornitura di diritti completi alle donne turche entro il 1934.
Il tasso di occupazione secondo l'Organizzazione per la cooperazione e lo sviluppo economico per il 2015 è fermo al 30,5%, mentre il "Global Gender Gap Index" è attestato per il 2013 a 0.6081, alla 120ª posizione su 144 paesi.
Il Global Gender Gap Report 2019 su 153 paesi analizzati la Turchia si posiziona 130ª con un punteggio di 0,635 su 1,000 (nel 2006 la posizione era 105ª con un punteggio di 0,585 su 1,000). La percentuale di donna lavoratrici è del 37,5%; la percentuale di manager e giudici in Turchia donne è del 14,8% mentre di lavoratori e operatori professionisti è del 40,1%. Il 93,5% delle donne turche sono alfabetizzate, l'87,2% e l'86% delle donne hanno conseguito un'istruzione primaria e secondaria. Il 17,5% delle donne sono parte del parlamento mentre i ministri donna sono l'11,8%. L'età media per una donna quando mette al mondo il primo figlio è di 28,6 anni con una media di 2,08 figli a donna.

## Storia

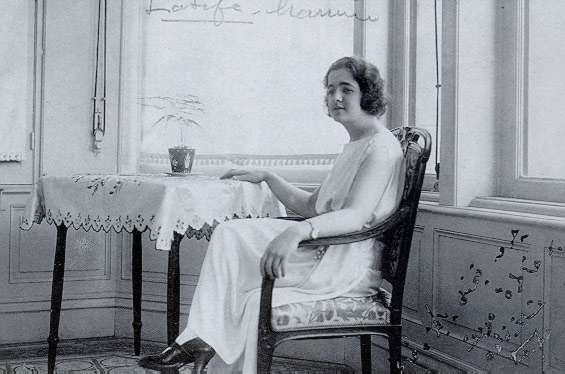
Latife Uşşakî, moglie di Mustafa Kemal Atatürk, nel 1923.

Nel corso del XVI e XVII secolo, durante il cosiddetto "sultanato delle donne" (dal 1520 al 1656), le abitatrici dell'Harem imperiale riuscirono ad ottenere una straordinaria influenza sulla politica imperiale. Molti dei sultani in quest'epoca furono minori e divennero pertanto le loro madri (le Valide Sultan) - come Kösem Sultan (1589-1651) - o talvolta le figlie - come Mihrimah Sultan (1522-78) - nella loro qualità di leader dell'Harem a governare effettivamente l'impero. La maggior parte di queste donne ebbero origini dagli slavi.

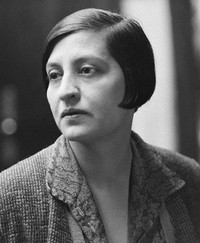
Halide Edib Adıvar, esponente dell letteratura turca e leader politica femminista.

Durante il declino ottomano nel XIX secolo le donne istruite appartenenti all'élite d'Istanbul cominciarono ad organizzarsi tramite le prime associazioni femministe. Con le riforme di Tanzimat (1839-76) il miglioramento dello status femminile venne considerato come parte di un più ampio sforzo di modernizzazione; fu allora che il movimento delle donne ottomane cominciò per la prima volta a reclamare i propri diritti.
Combatterono per aumentare l'accesso delle donne all'istruzione pubblica e al lavoro retribuito, l'abolizione della poligamia e del "peçe", il velo islamico. Le prime femministe pubblicarono inoltre riviste dedicate espressamente alle donne in diverse lingue ed istituirono varie associazioni volte al progresso in molti settori della società ancora fortemente intrisa di tradizionalismo.

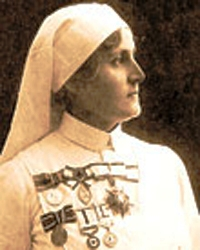
Safiye Ali, la prima donna turca dottore.

La prima organizzazione femminista turca fu l'"Organizzazione ottomana delle donne" fondata nel 1908; essa venne parzialmente coinvolta nel movimento dei Giovani Turchi. Anche scrittrici e attiviste politiche come Fatma Aliye Topuz, Nezihe Muhiddin e Halide Edib Adıvar si unirono al movimento; nei suoi romanzi Edip Sdivar criticò il basso status sociale delle donne e quello che vide come una mancanza d'interesse della maggior parte delle donne per cambiare la loro situazione.
Durante la guerra d'indipendenza turca (1919-23) la vedova Kara Fatma ebbe modo di dimostrarsi essere una leader militare di successo.
A seguito della fondazione della repubblica nel 1923 il movimento femminista divenne gradualmente parte dell'impegno modernizzatore del Kemalismo; la poligamia fu resa illegale, i diritti di divorzio e di eredità vennero equiparati a quelli già appartenenti agli uomini. Entro i primi anni trenta
la Turchia diede la piena libertà politica alle donne, incluso il suffragio femminile e il diritto di candidatura alle cariche politiche a livello locale (nel 1930) e a livello nazionale (nel 1934). Si mantenne comunque una grande discrepanza tra i diritti formali teorici e la posizione sociale effettiva.
Solo negli anni ottanta i movimenti femministi divennero maggiormente indipendenti dai tentativi di modificare lo Stato. Dopo il Colpo di Stato in Turchia del 1980 le donne provenienti dagli ambienti più urbanizzati ed accademici cominciarono ad incontrarsi in gruppi di lettura e a discutere insieme la letteratura femminista; all'interno di tali "gruppi di sensibilizzazione", stabilitisi in particolare ad Istanbul, Ankara e Smirne venne apertamente criticata la costruzione standard dell'istituto famigliare ed il comportamento di ruolo specifico nel genere a cui erano costrette le donne. Vennero fondate riviste femministe indipendenti per denunciare la frequenza della molestia sessuale e la violenza contro le donne.

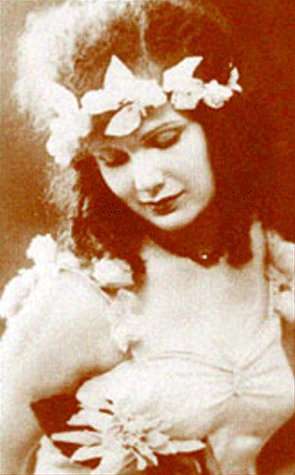
Feriha Tevfik, la prima Miss Turchia nel 1929.

Nel 1987 le femministe organizzarono la prima protesta pubblica contro la violenza maschile, seguita da campagne (gli "aghi viola") volte a sensibilizzare sulla questione delle molestie e da altre che cercarono il diritto all'autodeterminazione sul proprio corpo. Queste iniziativa sorsero a causa del desiderio delle donne di rifiutare il tradizionale codice patriottico di etica, onore e religione il quale lasciò sempre agli uomini la decisione sul destino del corpo femminile. La seconda ondata femminista riuscì a raggiungere un gruppo più ampio e diversificato di donne rispetto al movimento della prima ondata femminista.

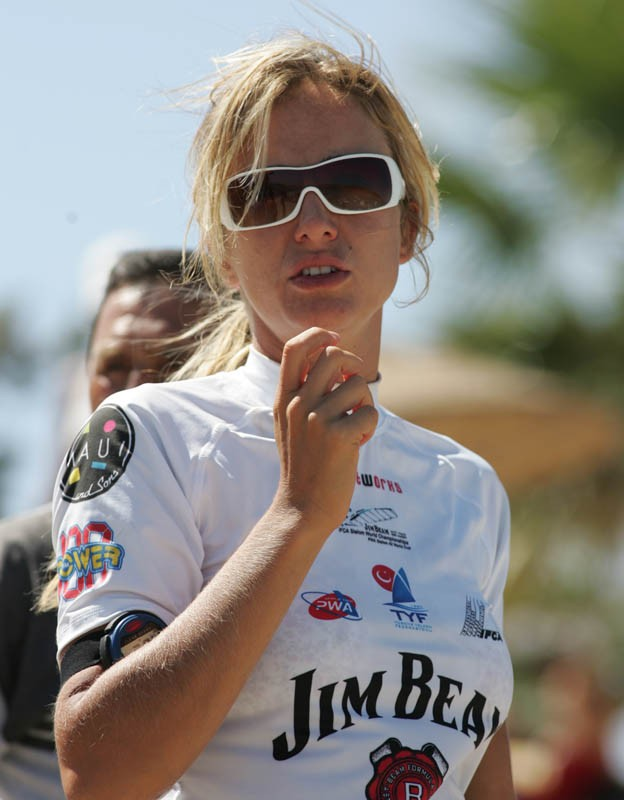
Çağla Kubat, modella, attrice ed esperta di Windsurf.

L'accettazione delle questioni femminili come problema politico e di pianificazione indipendente venne discussa per la prima volta nel "Piano di sviluppo 1985-90", la "Direzione generale per lo status e i problemi delle donne" venne istituito come meccanismo nazionale nel 1990. Questa "Direzione generale", collegata direttamente al primo ministro della Turchia nel 1991, svolse le proprie attività sotto la responsabilità di un ministero statale.
Essa continua fino ai giorni nostri ad eseguire una grande varietà di attività con l'obiettivo primario di proteggere i diritti delle donne, di rafforzarne la posizione all'interno della vita sociale, economica, culturale e politica e di assicurare la parità di utilizzo dei diritti, delle opportunità e delle capacità. Fin dal 1990 il discorso femminista si istituzionalizzò, con la fondazione di centri di studi femminili e di programmi universitari all'"Università Marmara" o all'Università di Istanbul. Nel 1993 Tansu Çiller è diventata il primo ministro donna turco.
Nel 2002 il governo ha riformato i codici di diritto penale e di diritto civile; da questo momento i diritti di uomini e donne durante il matrimonio, nel corso del divorzio e tutti susseguenti diritti di proprietà sono stati parificati. È stata stabilita una procedura penale che tratta la sessualità femminile come una questione inerente ai diritti e alle libertà individuali, piuttosto che come questione di onore familiare. Le aggiunte costituzionali obbligano lo Stato ad utilizzare tutti i mezzi necessari atti a promuovere l'uguaglianza di genere. Sono anche stati creati appositi tribunali di famiglia, istituite leggi del lavoro per vietare il sessismo, creati programmi per educare contro la violenza domestica e migliorare l'accesso all'istruzione per le ragazze.

## Diritti legali
La Turchia è parte della Convenzione sull'eliminazione di ogni forma di discriminazione della donna dal 1985 e del Protocollo facoltativo alla Convenzione sull'eliminazione di ogni forma di discriminazione della donna dal 2002.

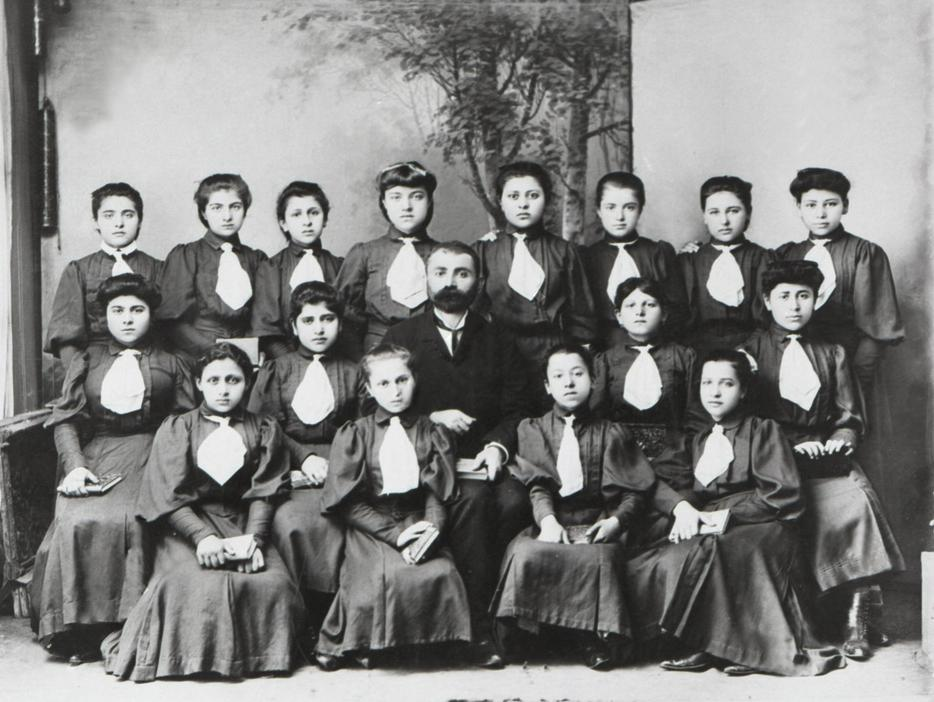
Una classe femminile agli inizi del XX secolo.

L'Art 10 della Costituzione vieta qualsiasi discriminazione, statale o privata, motivata dal sesso. È stato il primo paese ad avere una donna come presidente della Corte Costituzionale, Tülay Tuğcu. Inoltre il Consiglio di Stato, la suprema corte per i casi di diritto amministrativo, ha avuto una donna come presidente (Sumru Çörtoğlu) dal 2006 al 2008.
L'Art 42 costituzionale è stato rivisto per interpretare la famiglia come "basata sull'uguaglianza dei coniugi". Il nuovo codice ha anche concesso alle donne pari diritti sui beni acquisiti durante il matrimonio, il che dovrebbe significare dare un valore economico al lavoro domestico femminile all'interno dell'ambito familiare.
L'età minima per il matrimonio è stata portata a 18 anni (17 con il consenso dei genitori). In caso di matrimonio forzato le donne hanno il diritto di chiedere un annullamento entro i primi 5 anni. Nel 2004 un aggiornamento all'Art 10 costituzionale ha posto la responsabilità di garantire l'uguaglianza di genere sullo Stato: "gli uomini e le donne hanno diritti uguali, lo Stato ha l'obbligo di assicurare che questa uguaglianza esista nella pratica".
Nel 2005 il codice penale è stato modificato per criminalizzare il colpevole dello stupro coniugale e per far aumentare le pene per coloro che sono che sono stati condannati per delitto d'onore, che in passato prevedeva una riduzione consistente della pena se causato da "provocazione". La "Direzione per i diritti umani" ha riferito che il numero di omicidi d'onore perpetrati in Turchia è salito a 220 nel 2007, con la gran parte degli assassinii che si verificava nelle grandi città.
Il velo islamico, indossato da più del 20% delle donne turche, viene consentito alle impiegate negli uffici pubblici durante la loro attività. Le studentesse della scuola primaria e secondaria hanno la libertà di fare uso di cosmetici.

## Politiche

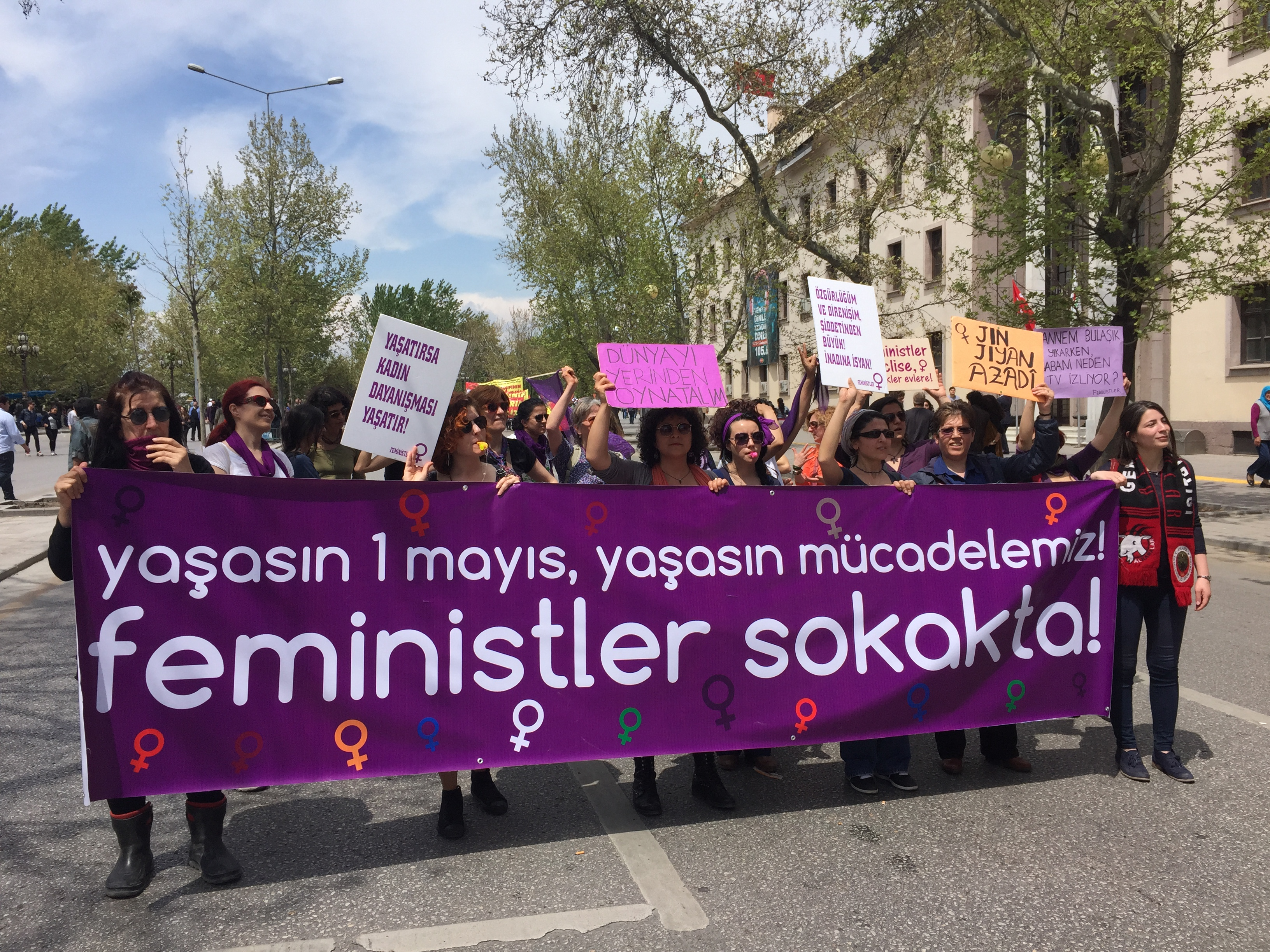
Manifestazione femminista nel 2015.

### Femminismo
La prima ondata femminista in terra turca apparve all'inizio del XX secolo, quando le organizzazioni femminili cominciarono a reclamare l'uguaglianza nei diritti civili e nei diritti politici; durante questo primo periodo i diritti delle donne si sovrapposero al processo di riforma repubblicana voluta dal Kemalismo.
La seconda ondata femminista raggiunse la Turchia nella prima metà degli anni ottanta sollevando questioni comuni al movimento emerso in occidente vent'anni prima, come ad esempio l'eliminazione della violenza contro le donne, l'abolizione dell'oppressione tradizionale familiare e la contestazione dei "test di verginità"; pratica quest'ultima assai comune per le donne che stavano per sposarsi o che erano state sottoposte ad aggressione sessuale.
La crescita esponenziale di una società civile globale e l'internazionalizzazione delle organizzazioni femminili, oltre ai rapporti sempre più stretti con l'Unione europea, hanno permesso alle associazioni delle donne di accedere ai fondi esteri. Il numero delle organizzazioni femministe così come lo svolgimento dei loro progetti sono considerevolmente aumentate col passare degli anni.

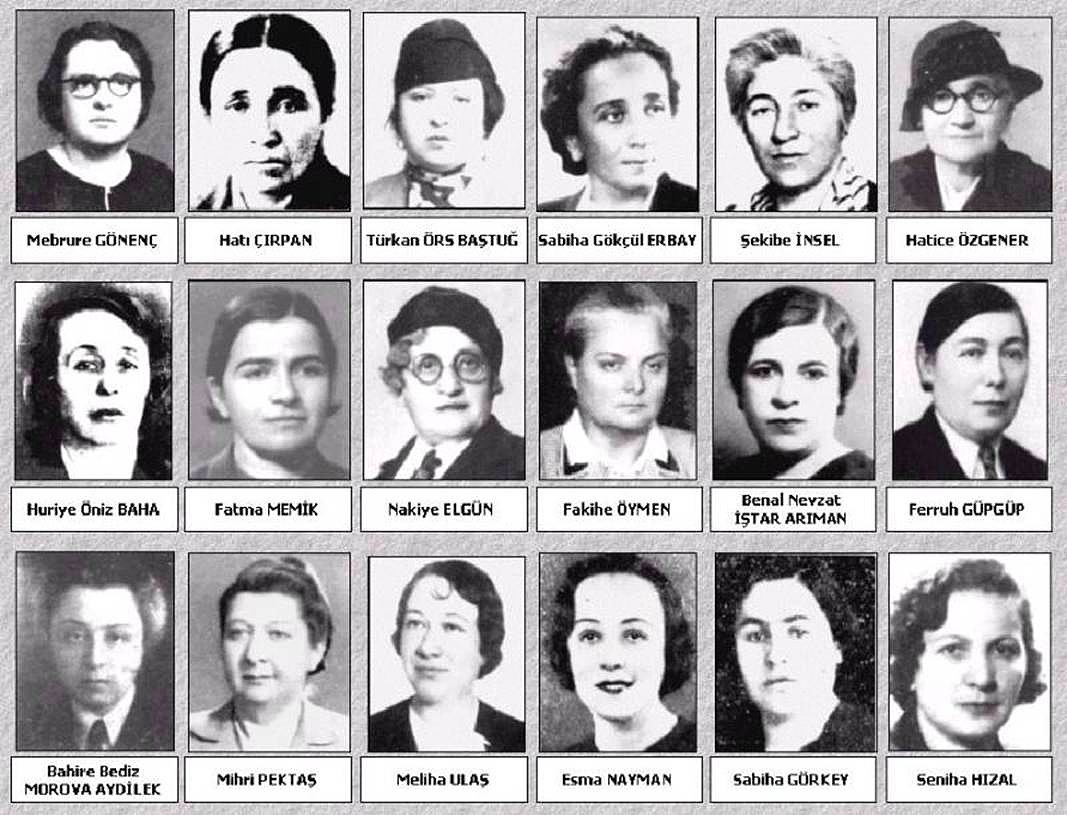
Le prime donne turche parlamentari nel 1935.

### Rappresentanza politica
Nel corso degli anni trenta per la prima volta le donne entrarono in politica. Il primo sindaco donna, Sadiye Hanım, è stata eletta proprio nel 1930. Nelle elezioni generali del 1935 18 donne divennero parlamentari; una di loro, Hatı Çırpan, era stata precedentemente un "muhtar" (capovillaggio). Nel 1950 Müfide İlhan fu sindaco di Mersin.
Sebbene la rappresentanza delle donne negli organismi politici e decisionali continui a rimanere relativamente bassa Tansu Çiller è stata primo ministro turco dal 1993 al 1996 per 2 anni e 9 mesi. Il numero delle donne parlamentari è salito al 14,3% a seguito delle Elezioni parlamentari in Turchia del 2011 (79 di numero), la maggior parte di esse affiliate al Partito per la Giustizia e lo Sviluppo. Nel 1975 la percentuale era del 10,9%, mentre nel 2006 è stata del 16,3%. Solo il 5,58% dei sindaci sono donne e con una governatrice (su 81) e 14 governatrici locali.

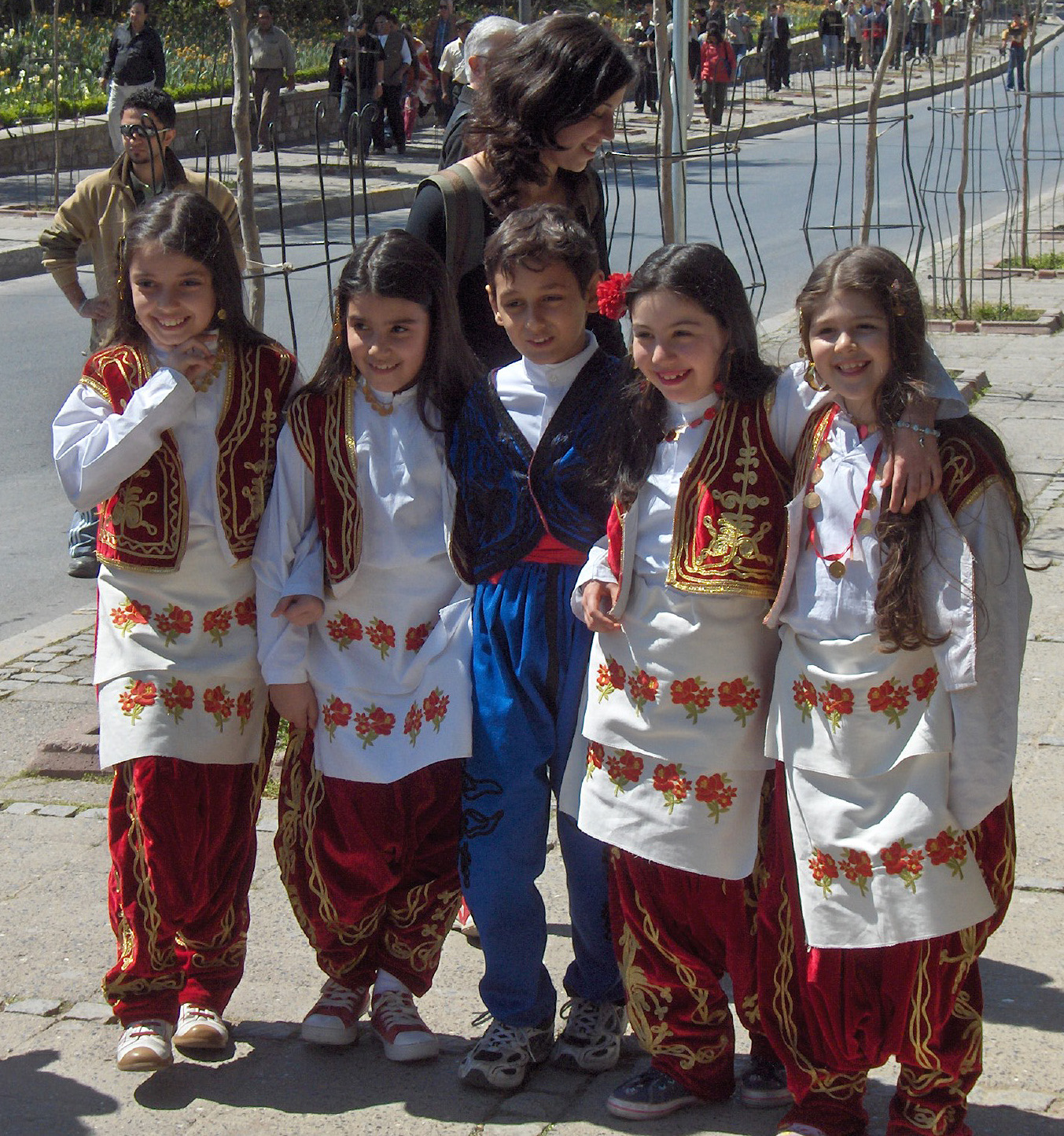
Bambine in costume tradizionale.

## Crimini contro le donne
Il femminicidio è passato da 66 casi nel 2002 a 953 nei primi sette mesi del 2009. Nella Regione dell'Anatolia Orientale e nella Regione dell'Anatolia Sud Orientale in particolare le donne subiscono violenze domestiche, matrimoni forzati e omicidi d'onore. "Şefkat-Der", un'organizzazione non governativa, ha suggerito di concedere alle donne la licenza del porto d'armi gratuitamente per potersi difendere.
Il 31 marzo del 2008 l'italiana Pippa Bacca, artista e pacifista, è stata prima violentata e poi ammazzata a Gebze.
L'8 marzo del 2017 un gruppo di facinorosi è entrato illegalmente nel campus universitario dell'"Università Bilgi d'Istanbul" ed ha aggredito indiscriminatamente gli studenti che stavano festeggiando la Giornata internazionale della donna; inoltre le stesse studentesse menzionarono il fatto che erano già state minacciate su Twitter prima ancora che avvenisse l'incidente.
Una settimana dopo il ministro degli interni ha annunciato che un totale di 20 donne sono state uccise tra il 2015 e il 2017. Una media di 358 donne al giorno si è rivolta agli ufficiali di polizia dopo aver subito violenze nel corso del 2016. All'incirca 5 donne ogni ora, o 115 al giorno, si trovano di in Turchia di fronte ad una minaccia d'omicidio. L'"Umut Foundation" ha pubblicato statistiche inerenti alla violenza contro le donne turche dimostrando che in realtà nel solo 2016 sono state uccise 397 donne. L'anno precedente sono state 413 (309 con armi da fuoco).
Il 6 luglio del 2017 una donna siriana incinta è stata stuprata e uccisa assieme al suo bambino di 10 mesi nella Provincia di Sakarya.
Nella relazione mensile del gruppo "We Will Stop Femicide" (maggio 2017) viene menzionato che nel corso dell'anno precedente sono state uccise 328 donne, mentre nei primi cinque mesi del 2017 173 sono state ammazzate in tutto il territorio nazionale, rispetto alle 137 dello stesso periodo dell'anno precedente. Nel 2012 210 donne sono state uccise o costrette a suicidarsi a causa di aggressioni violente di stampo misogino da parte di uomini. Gli attivisti hanno affermato che l'aumento delle uccisioni è stato causato dal fatto che molte di queste donne cercavano di esercitare i loro diritti, tra cui quello di divorziare da mariti violenti.
Dal 2010 al maggio 2017 118 donne sono state assassinate nella sola Smirne.
Nel dicembre del 2016 un uomo ha aggredito una donna incinta a Manisa solo perché stava facendo jogging in un parco pubblico.

### Violenza domestica
Secondo il rapporto governativo risalente al 2009 il 42% delle donne intervistate ha dichiarato di aver subito abuso sessuale o violenza fisica dal proprio marito o partner; quasi la metà di loro non ha mai parlato a nessuno di questo fatto e solo l'8% si è rivolta alle istituzioni governative in cerca di un qualche sostegno. La polizia spesso preferisce tentare di far "riconciliare" le donne ai loro mariti piuttosto che proteggerle. Mentre i tassi di violenza sono particolarmente elevati tra le donne povere e rurali, un terzo delle donne tra le più alte categorie economiche è stato oggetto di violenza e abusi domestici.
Secondo una relazione dell'Organizzazione delle Nazioni Unite pubblicata nel luglio del 2011 il 39% delle donne turche ha subito violenza fisica in un qualche momento della loro vita, rispetto al 22% degli Stati Uniti d'America. Anche se ad ogni comune con più di 50 000 abitanti è richiesto per legge che esista almeno un "rifugio per le donne", ve ne sono solo 79 in tutto il paese.
Nel 2012 la Turchia è stato il primo paese a ratificare la Convenzione del Consiglio d'Europa sulla prevenzione e la lotta contro la violenza nei confronti delle donne e la violenza domestica. Il 20 marzo 2021, nove anni dopo la ratifica, la Turchia ha revocato la propria partecipazione alla convenzione, attraverso un decreto firmato dal presidente Erdoğan.
Più del 37% delle donne turche ha dichiarato di aver subito violenza fisica o sessuale - o entrambe - secondo un'indagine esaustiva su 15 000 famiglie condotta dal "Ministero della famiglia".

### Violenza causata dalla "scelta dell'abbigliamento"
Il 16 settembre del 2016 Ayşegül Terzi è stata accusata di essere il "diavolo", insultata e presa a calci da un uomo su un autobus - davanti all'indifferenza generale - per aver indossato un paio di calzoncini; il filmato ha mostrato l'uomo dire che tutte coloro che indossano calzoncini dovrebbero morire. In segno di protesta per l'aggressione l'hashtag "#AyşegülTerzininSesiOlalim" (Siamo la voce di Aysegul Terzi) è stato utilizzato migliaia di volte.
Le donne hanno anche inviato immagini ai social media di se stesse che indossano pantaloncini corti in segno i solidarietà. Due giorni dopo gli attivisti si sono riuniti a Istanbul per protestare contro l'aggressione e per esercitare pressioni sulle autorità perché si concentrino maggiormente sul tema della violenza contro le donne.
Il 21 giugno del 2017 la studentessa Asena Melisa Sağlam è stata aggredita, prima solo verbalmente e poi anche fisicamente, da un uomo su un autobus della capitale per aver indossato pantaloncini durante il mese sacro musulmano di Ramadan; l'incidente è stato ripreso dalle telecamere di sorveglianza.
Il 30 giugno Canan Kaymakçı è stata molestata per la strada a Istanbul quando un uomo l'ha accusata di indossare indumenti provocatori; è stata pesantemente minacciata.
Il 29 luglio centinaia di donne hanno marciato per le vie della capitale per protestare contro la violenza e l'aggressività che sono costrette a subire dagli uomini i quali pretendono che vestano abiti tradizionali; le manifestanti hanno dichiarato che nel corso degli ultimi anni si è registrato un aumento significativo del numero di attacchi verbali e fisici contro le donne per la loro scelta del codice di abbigliamento.

### Stupro
Secondo uno studio universitario approfondito alcune opinioni stereotipate sulla violenza sono state espresse da individui provenienti da varie professioni; i risultati hanno registrato che il 33% degli agenti di polizia convenivano sul fatto che alcune donne meritano di essere stuprate, il 66% dei poliziotti e quasi il 50% di altri gruppi professionali (ad eccezione degli psicologi al 18% e degli psichiatri al 27%) suggerisce che l'apparenza fisica e il comportamento delle donne provocano gli uomini alla violenza.
Nel 2013 The Guardian ha riferito che la violenza e la tortura sulle prigioniere curde rappresentano un pericolo comune. Secondo una relazione di Amnesty International datata 2003 Hamdiye Aslan, accusata di sostenere il gruppo separatista Partito dei Lavoratori del Kurdistan, è stata arrestata a Mardin e bendata per quasi tre mesi, minacciata, derisa e violentata con un bastone dai poliziotti.
La studentessa universitaria vent'enne Özgecan Aslan è stata assassinata l'11 febbraio del 2015 per aver resistito ad un tentativo di stupro avvenuto su un minibus a Mersin; il suo corpo è stato dato alle fiamme e rinvenuto due giorni più tardi. I responsabili, il conducente, suo padre e un amico hanno tentato di far presa sulla colpevolizzazione della vittima. La ragazza è diventata subito un simbolo per le donne turche che sono vittime di violenza.
La segnalazione dei casi di abuso sessuale è spesso difficoltosa. La questione costituisce ancora un forte tabù all'interno della società turca, oltre al fatto che la maggior parte dei media non riportano neppure i casi essendo questi fatti che incrinerebbero l'immagine moderna e secolare del paese. Il risultato è che molte ingiustizie, comprese le violenze sistematiche compiute nelle prigioni, non vengono mai conosciute dal resto del mondo.

### Delitto d'onore
Uno studio eseguito dall'"Università Dicle" nel 2008 sul delitto d'onore commesso nella Regione dell'Anatolia Sud Orientale, zona prevalentemente curda, ha dimostrato che esiste poca o nulla stigmatizzazione nei confronti di questa particolare tipologia di omicidi; intervistando 180 di questi assassini si è scoperto che la pratica non è correlata ad una struttura sociale feudale, in quanto molti di loro sono universitari ben istruiti (il 60% con un diploma d'istruzione superiore o una laurea universitaria).
Nel 2010 una ragazzina di 16 anni è stata sepolta viva dai parenti per aver stabilito rapporti di amicizia con dei coetanei maschi; il suo cadavere è stato rinvenuto solo 40 giorni dopo la sua scomparsa.
Vi sono casi ben documentati nei quali i tribunali hanno condannato intere famiglie all'ergastolo per aver perpetrato dei cosiddetti "omicidi d'onore" in maniera collettiva. Un caso del genere è accaduto il 13 gennaio del 2009 quando un tribunale ha condannato cinque membri di una stessa famiglia al carcere a vita per aver ammazzato Naile Erdas, una sedicenne che era rimasta incinta a causa di uno stupro.
Una relazione del giugno del 2008 della "Direzione ministeriale dei diritti umani" ha dichiarato che nella sola capitale viene commesso un delitto d'onore ogni settimana, segnalando oltre mille casi avvenuti nei cinque anni precedenti; ha aggiunto anche che proprio le città metropolitane sono la sede di questi crimini, ma anche che gli autori sono originari principalmente delle regioni più orientali.
La migrazione di massa avvenuta negli ultimi decenni della popolazione rurale verso le grandi città occidentali ha portato, come diretta conseguenza, che Istanbul, Ankara, Smirne e Bursa sono diventate i centri urbani con il più alto numero di uccisioni d'onore segnalati. La maggior parte di tali crimini si sono comunque sempre verificati nella regione curda rurale, dove sopravvive un forte sistema di patriarcato feudale; ma da quando i curdi sono fuggiti da questi territori il crimine ha cominciato a diffondersi anche nelle maggiori città.
Gli omicidi d'onore continuano ad avere il sostegno delle parti più conservatrici e tradizionaliste del paese, ove si verifica la maggior parte dei reati. Un sondaggio d'opinione svolto su 500 uomini di Diyarbakır ha rilevato che, quando viene chiesta quale sia la punizione più appropriata per una donna che abbia commesso adulterio il 37% ha dichiarato la pena di morte, mentre il 21% si accontentava del taglio di naso e orecchie.

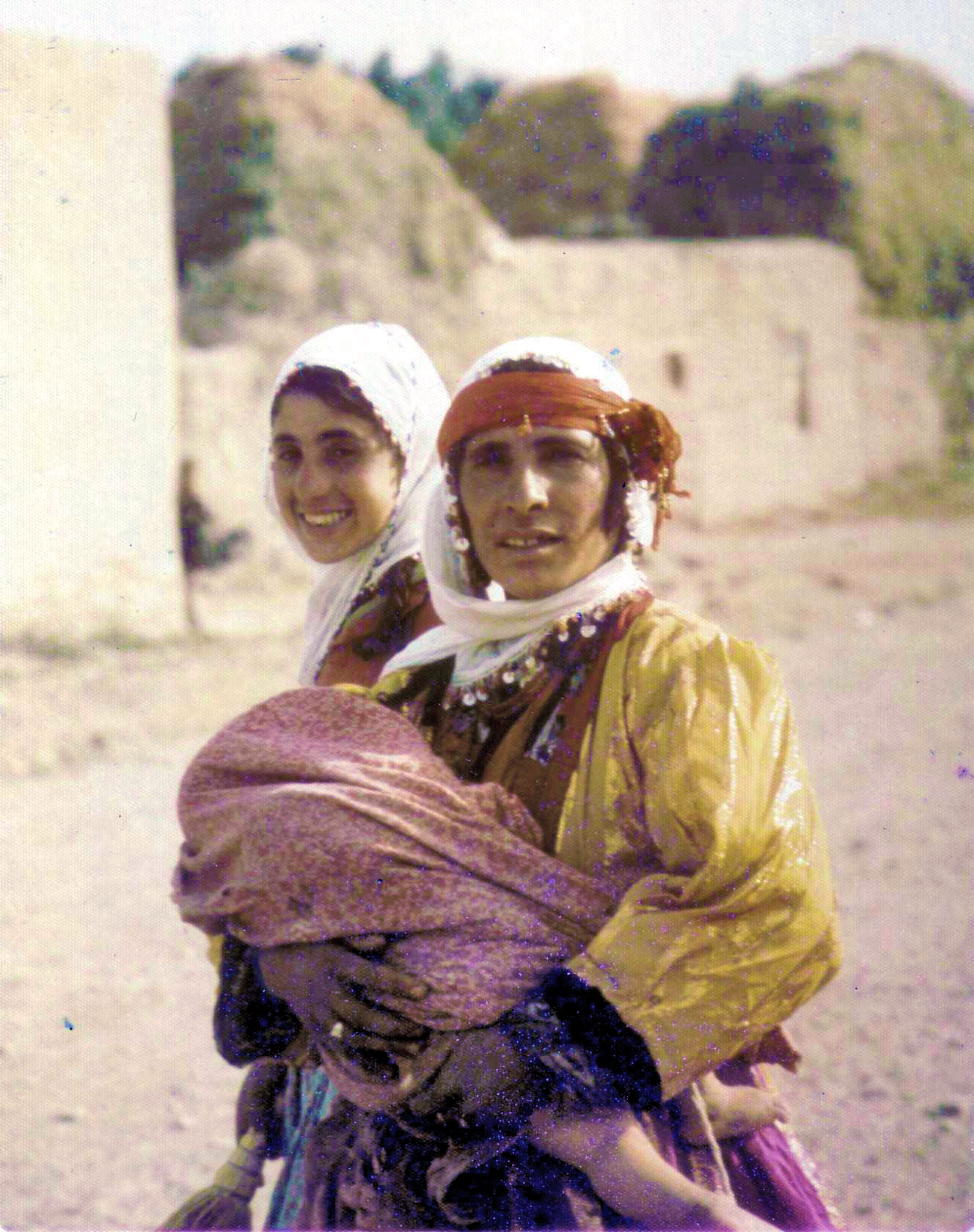
Due donne curde.

### Traffico di esseri umani
Nel 2008 i critici hanno sottolineato che la Turchia è diventato un mercato importante per le donne straniere che vengono prima ingannate e poi condotte con la forza dalla mafia internazionale per lavorare in schiavitù sessuale, soprattutto nelle grandi città e nei centri di più forte impatto turistico.

## Educazione
Sebbene i tassi di alfabetizzazione maschile siano pressoché invariati, quelli femminili sono aumentati in una maniera sostanziale giungendo al 91,8% nel 2015. L'analfabetismo rimane però ancora particolarmente diffuso tra le donne delle zone rurali le quali non vengono spesso mai mandate a scuola da bambine; la metà delle adolescenti di età compresa tra i 15 e i 19 anni non si trova inserita né nel sistema educativo né nella forza lavoro. Il governo e varie altre fondazioni sono impegnate in campagne educative, soprattutto nella Regione dell'Anatolia Sud Orientale con l'intento di migliorare il livello dell'istruzione femminile.

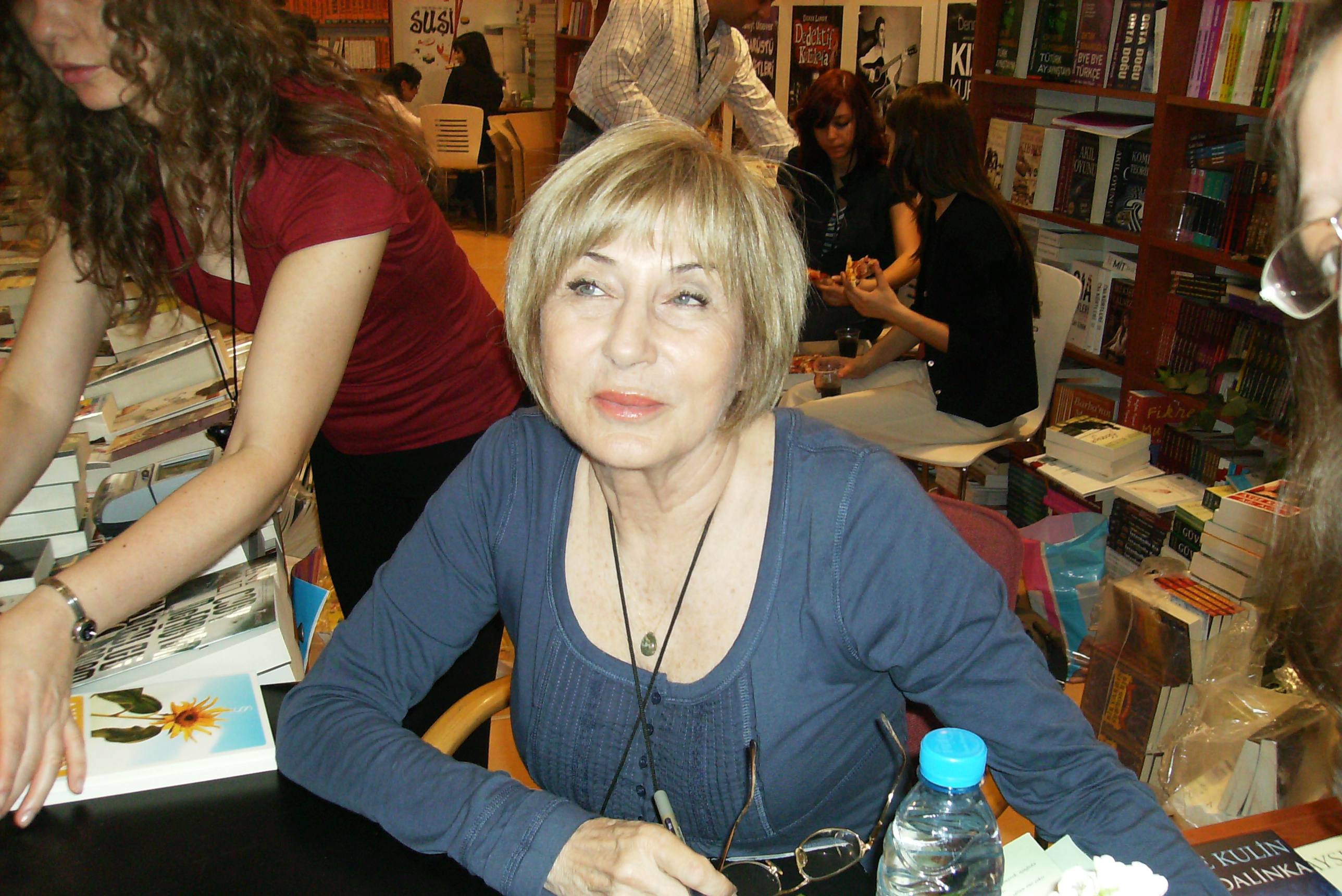
La scrittrice Ayşe Kulin.

Nel 2008 ben 4 milioni di donne erano ancora analfabete, rispetto a 990 000 uomini. Un sondaggio svolto dall'"Associazione delle donne imprenditrici turche" ha rilevato che quasi la metà delle donne urbanizzate crede che l'indipendenza economica non sia necessaria; ciò riflette, a giudizio della psicologa Leyla Navaro, quanto forte e potente sia ancora il patrimonio ereditato dal patriarcato.
Nel biennio 2012-13 il rapporto di frequenza scolastica femminile (al 99,61% a partire dal 2014 secondo l'istituto statistico turco) supera per la prima volta quella dei ragazzi per la prima volta nella storia turca. Il divario tra i sessi nell'istruzione secondaria (5,3% in meno dei maschi) è rimasto, sebbene a livelli molto inferiori rispetto ad un decennio prima; tuttavia il divario di genere nell'istruzione superiore è aumentato fino a giungere al 9,5%.
Significative differenze regionali persistono, con soltanto il 15,9% delle ragazze che frequentano la scuola secondaria nella Provincia di Muş a partire dal 2010 contro l'82,4% della Provincia di Bilecik (regione quest'ultima con la percentuale più alta). Nel 2009 le province con i tassi di scolarizzazione femminile più bassa in rapporto a quella maschile erano la Provincia di Bitlis, la Provincia di Van e la Provincia di Hakkâri, tutte nella regione sudorientale; mentre quelle con i rapporti più alti erano la Provincia di Ankara, la Provincia di Smirne e la Provincia di Mersin, tutte nella regione occidentale. I tassi di abbandono scolastico per le ragazze a livello primario sono più alti di quelli dei ragazzi, concentrati specialmente negli ultimi due anni.

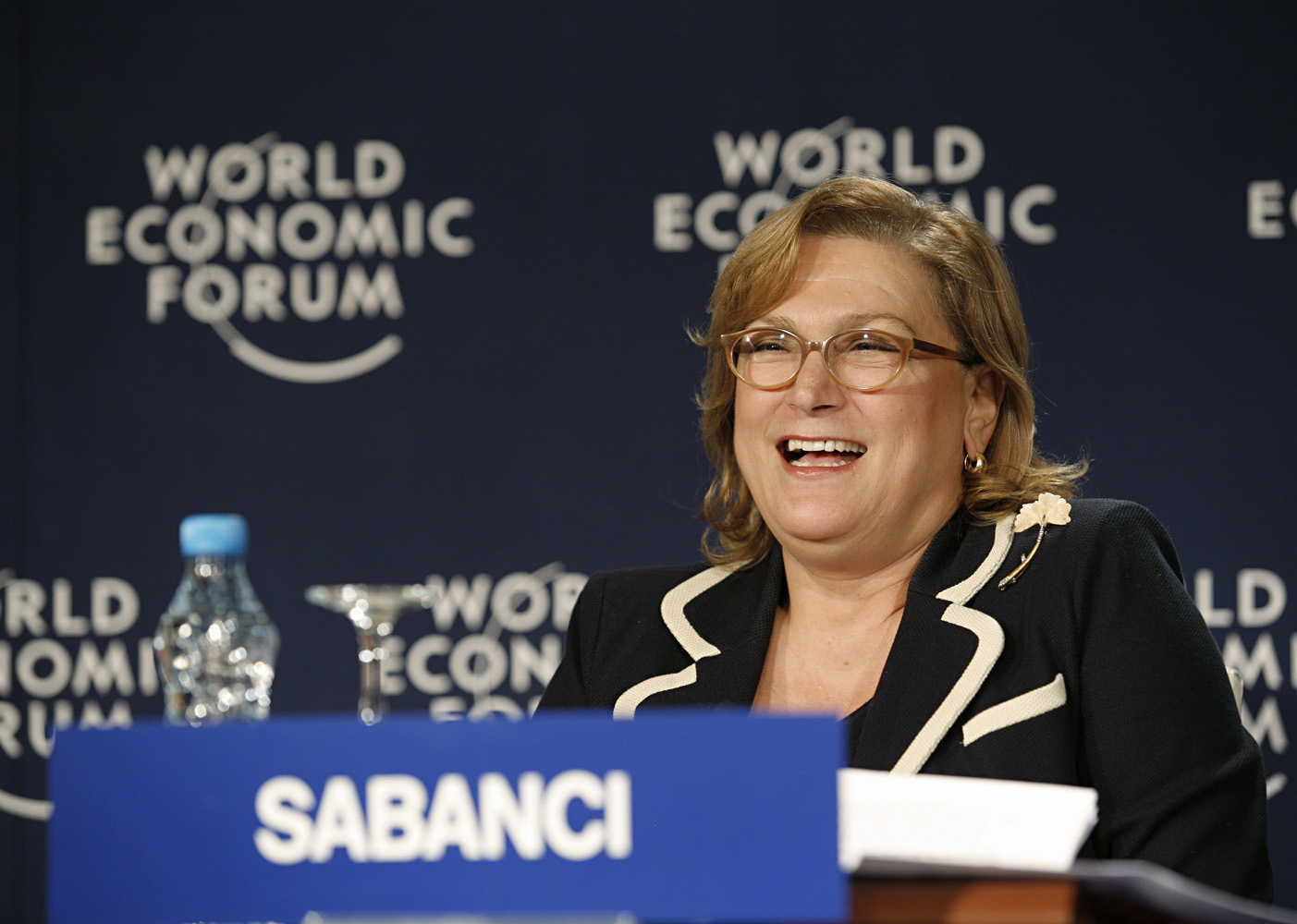
L'industriale Güler Sabancı.

## Occupazione
Il tasso di occupazione tra i 15 e i 64 anni a partire dal 2015 è stato del 30,5% per le donne, molto più basso di quello degli uomini attestato al 69,8%. Nel 2011 su 26 milioni di donne occupabili, solo 5,9 milioni erano inserire nella forza lavoro. Il 23,4% delle donne è stato costretto dagli uomini ad abbandonare la propria occupazione o ciò gli è stato impedito fin dal principio. Il tasso di donne non coperto dalla previdenza sociale è dell'84% nell'est e dell'87% nel sudest.

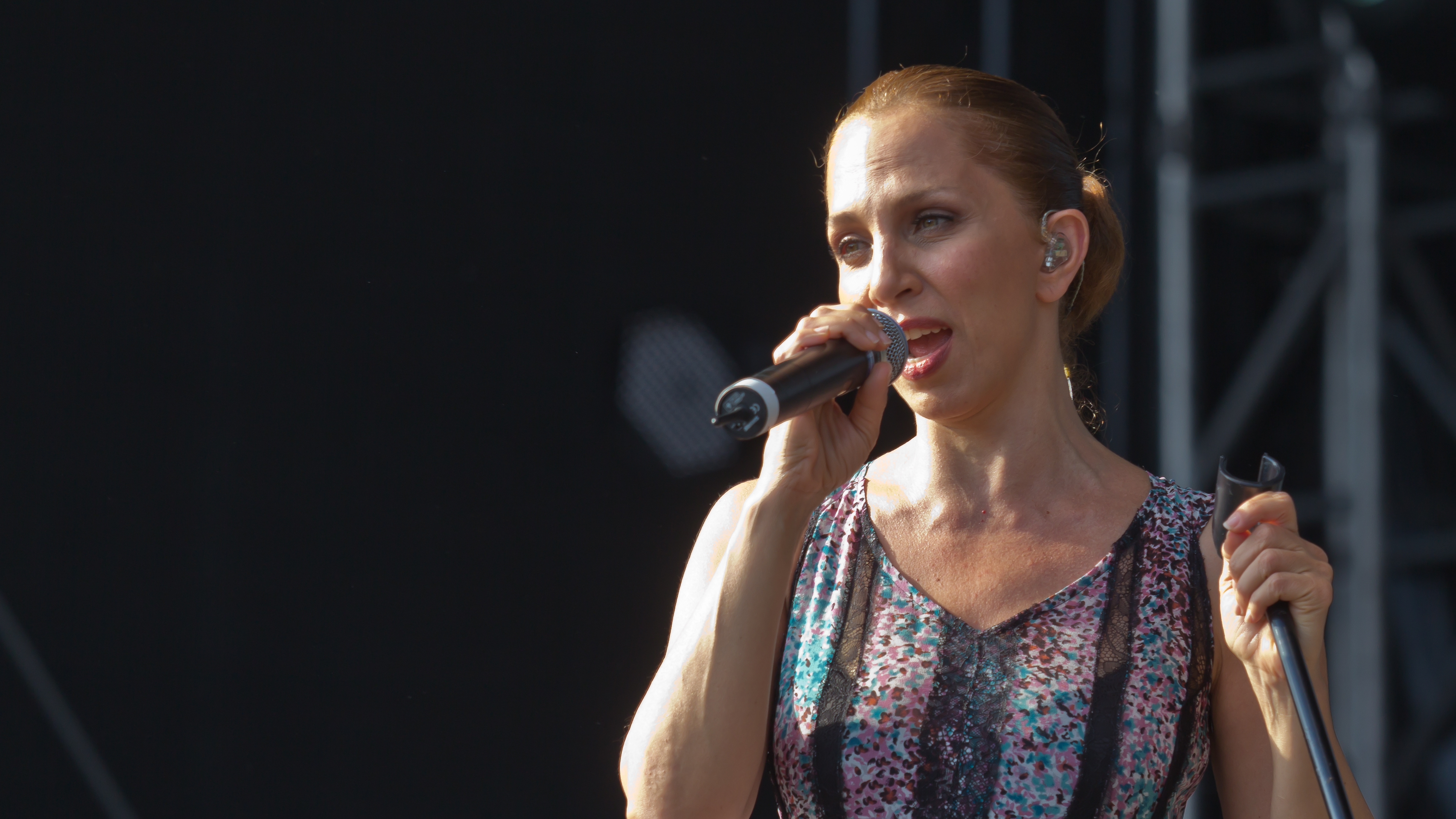
La cantante Sertab Erener.

L'occupazione femminile è diminuita fin dal 2000 e la partecipazione delle donne nel mercato del lavoro viene considerata un fattore trascurabile da molti. Una delle ragioni di ciò è rappresentato dall'aumento della migrazione delle donne rurali le quali sarebbero state altrimenti impiegate nel settore agricolo. Rispetto ad altri paesi islamici come l'Arabia Saudita e l'Iran la Turchia è l'unico con un tasso di diminuzione dell'occupazione femminile totale.
Secondo la Banca Mondiale le donne hanno costituito il 30,5% della forza lavoro nel 2014, quasi esattamente uguale al 1990 quando era fissato al 30,8%.
È d'altra parte possibile che il coinvolgimento delle donne nell'ambito occupazionale sia di molto sottovalutato, a causa delle donne che lavorano nell'economia informale.
Nonostante il relativamente basso coinvolgimento delle donne nella forza lavoro rispetto ad altri paesi, le donne turche sono abbastanza rappresentate nel mondo degli affari; ad esempio la percentuale di donne presenti in ruoli di leadership aziendali è quasi due volte superiore a quella della Germania.

## Vita familiare
In media il 28% delle donne turche si è sposata prima di compiere 18 anni. A causa delle grandi differenze regionali nell'incidenza del matrimonio infantile, ben il 40-50% in certe zone sono state fatte sposare quand'erano ancora minorenni; ciò accade in particolare nella Regione dell'Anatolia Centrale e nella Regione dell'Anatolia Orientale. Una relazione della "Commissione sull'uguaglianza di opportunità per le donne e gli uomini" afferma che i matrimoni infantili sono ampiamente accettati dalla società turca. Il "prezzo della sposa" in alcuni territori viene ancora pagato.
Nel 2016 il Partito per la Giustizia e lo Sviluppo governativo, islamico e conservatore, ha cercato di introdurre una legislazione che avrebbe reso meno grave l'abuso su minori se l'autore si fosse offerto di sposare la vittima; questa proposta è stata ritirata dopo una serie di manifestazioni pubbliche di protesta contro quello che è stato ampiamente interpretato come un tentativo di legittimazione della violenza contro le donne e di incoraggiamento del matrimonio infantile.

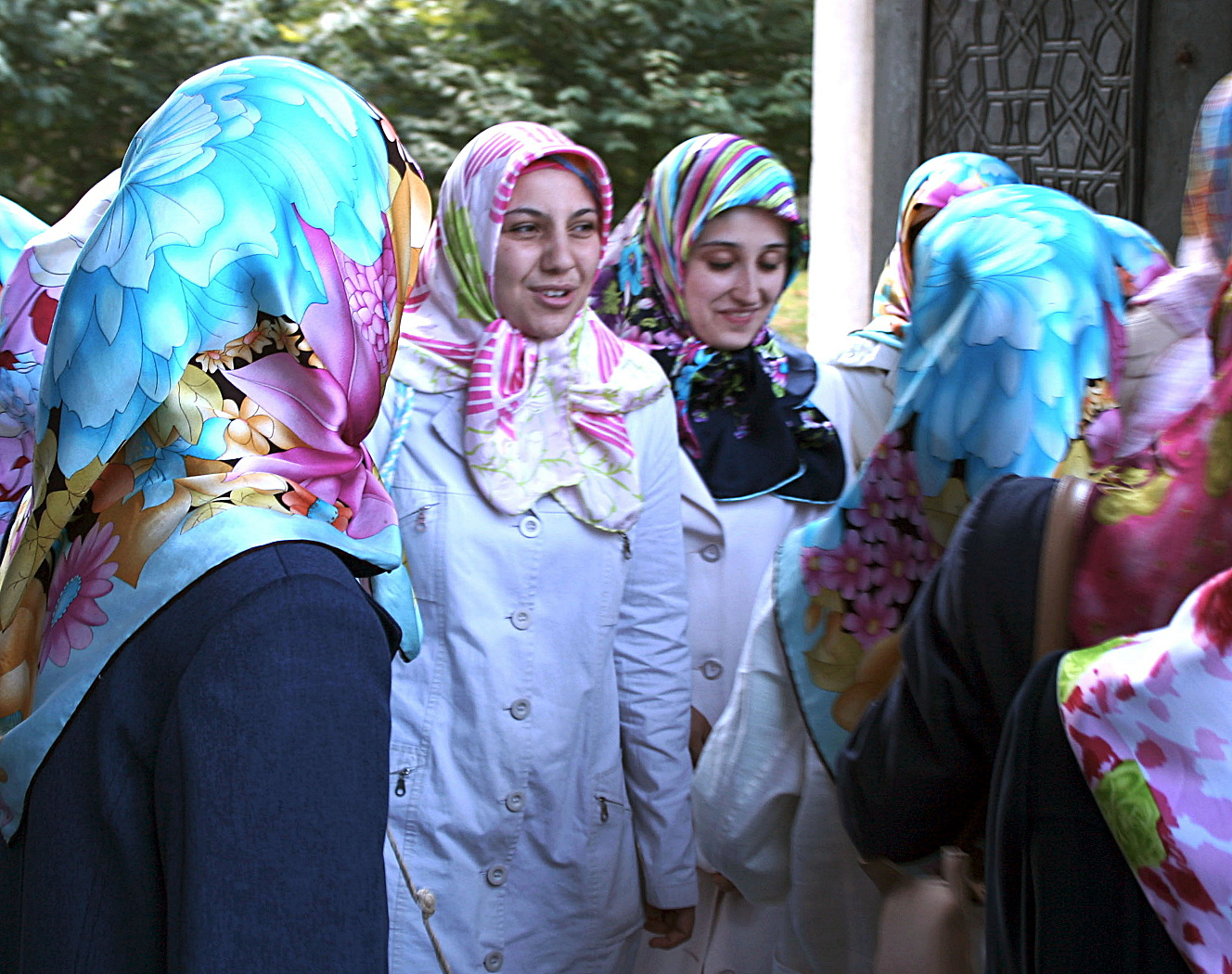
Donne turche col Hijab.

## Capi di abbigliamento
Un sondaggio del 2006 condotto dalla "Turkish Economic and Social Studies Foundation" ha stimato la prevalenza della copertura dei capelli nei confronti delle donne turche al 30%. Vi sono comunque ampie variazioni regionali; nel 2005 il 30% delle donne di Istanbul copriva i capelli, mentre nelle regioni centro-orientali le donne sono raramente visibili nelle strade e in pubblico indossano il velo islamico.
L'indagine del 2006 ha rilevato che, rispetto ad un precedente studio effettuato nel 1999, il numero di donne che impiegano coperture per il capo è aumentato nelle aree rurali, mentre è diminuito nelle città. Ha anche scoperto che il "Çarşaf", versione turca del Niqab arabo, non è quasi mai stato indossato dalle donne tra i 18 e i 39 anni.
| Ti veli quando esci di casa? | Ti veli quando esci di casa? | Ti veli quando esci di casa? | Ti veli quando esci di casa? |
| ---------------------------- | ---------------------------- | ---------------------------- | ---------------------------- |
|                              | 1999                         | 2012                         |                              |
| No, mai                      | 47.3%                        | 66.5%                        |                              |
| Si, indosso un velo islamico | 33.4%                        | 18.8%                        |                              |
| Si, indosso un turbante      | 15.7%                        | 11.4%                        |                              |
| Si, indosso un Niqab         | 3.4%                         | 0.1%                         |                              |
| Non risponde                 | 0.3%                         | 2.2%                         |                              |

Dal 1999 al 2006 le donne che non indossano coperture nel gruppo di età che va dai 25 ai 39 anni sono aumentate dal 28% al 42,5% e nel gruppo specifico che va dai 18 ai 24 anni è aumentato dal 40,5% al 50,7%. La prevalenza si differenzia anche rispetto al reddito; nel 2006 il 37,2% delle donne appartenenti al ceto medio non si copriva, contro il 71,2% del gruppo di reddito superiore.
Lo stesso sondaggio ha chiesto anche ai singoli uomini se pretendono che le mogli siano coperte; il 56% ha risposto no, il 44% si. Solo l'1,1% delle donne coperte ha detto che lo fa a causa dei propri coniugi, fidanzati o familiari, ma il 46% pensava che avrebbero avuto problemi se fossero rimaste scoperte.
In media le donne che indossano una copertura risultano essere assai meno tolleranti nei confronti della comunità LGBT, di chi professa l'ateismo e verso le minoranze etniche.
Secondo un sondaggio del 2014 l'1% effettuato in Egitto, Tunisia, Turchia, Iraq, Arabia Saudita, Pakistan e Libano, lo 0% dei musulmani intervistati in Turchia ha ritenuto che le donne dovessero indossare il burqa obbligatoriamente nel paese, il 2% ha optato per il niqab, il 2% per lo chador, il 46% ha optato per l'Al-Amira, il 17% ha scelto l'hijab; mentre il 32% ha ritenuto giusto che una donna girasse senza velo liberamente. Il 52% degli intervistati ha ritenuto giusto che una donna dovesse vestirsi come meglio preferiva.

## Salute
A partire dal 1985 le donne turche hanno il diritto di esercitare liberamente l'aborto entro le prime 10 settimane di gravidanza, oltre al diritto alla contraccezione medica pagata dall'assistenza sociale. Le modifiche attuate al codice di diritto civile nel 1926 hanno concesso alle donne il diritto di avviare ed ottenere un divorzio. Recep Tayyip Erdoğan ha però sostenuto che le donne dovrebbero avere almeno tre figli.
Nessuna discriminazione di genere esiste per quanto riguarda le leggi e la loro pratica nel settore sanitario. D'altra parte la gravidanza multipla e la prolificità delle nascite hanno un impatto negativo sulla salute sia della madre sia del bambino. A seguito della "Conferenza mondiale sulla popolazione e lo viluppo" del 1994 il ministero della sanità ha adottato un cambiamento politico che includeva la salute emotiva, sociale e fisica delle donne e delle ragazze con un approccio integrato, piuttosto che soffermarsi soltanto sulla salute riproduttiva e la pianificazione familiare come in passato.
Un'altra iniziativa portata all'ordine del giorno dal ministero dopo la "Conferenza mondiale sulle donne" di Pechino (1995) è quella di garantire la partecipazione degli uomini alla salute riproduttiva e alla contraccezione.

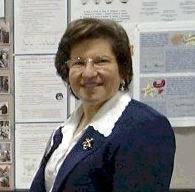
L'astronoma turco-statunitense Janet Akyüz Mattei.

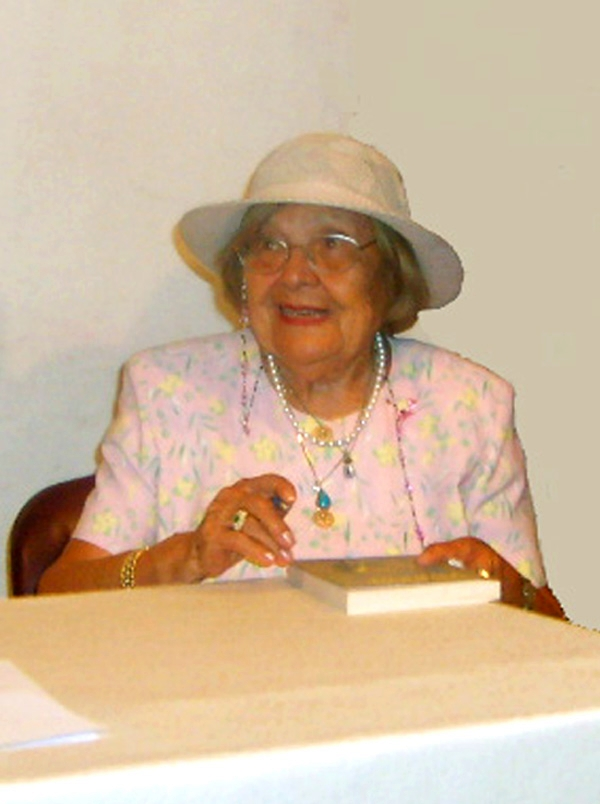
La sumerologa Muazzez İlmiye Çığ.

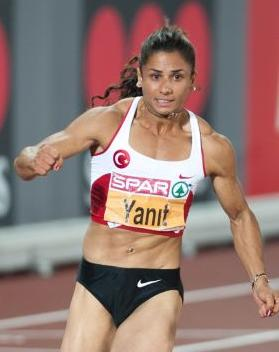
Nevin Yanıt, vincitrice dei Campionati europei di atletica leggera 2010 nei 100 m ostacoli.

### Storia del femminismo

#### Durante l'impero ottomano
- Berktay, Fatmagul. (2000). "Osmanlı'dan Cumhuriyet'e Feminizm". Tarihin Cinsiyeti, 2006, Istanbul: Metis Yayinlari. s. 88-111
- Cakir, Serpil. (1996). Osmanli Kadin Hareketi. Istanbul, Metis Kadin Arastirmalari Dizisi, Metis Yayinlari.
- Adivar, Halide Edip. (1913). "Yirminci Asırda Kadınlar" Mektep Müzesi Dergisi.
- Karakisla, Yavuz Selim. (1999). "Osmanli Hanimlari ve Hizmetci Kadinlar", Toplumsal Tarih, Mart 1999, sayi 63, s. 15–24.
- Melissa Bilal ve Lerna Ekmekçioğlu, Bir Adalet Feryadı: Osmanlı'dan Türkiye'ye Beş Ermeni Feminist Yazar, "Hayganuş Mark" (İstanbul: Aras Yayınları), s. 242–263.
- Mojab, Shahrzad. (?). "Part 1: Historical Perspectives". Women of a Non-State Nation: The Kurds. Mazda Publication. s. 25–94.
- Toprak, Zafer. (1992). "II. Mesrutiyet Doneminde Devlet, Aile ve Feminizm", Sosyo-Kulturel Degisme Icinde Turk Ailesi, cilt 1, Basbakanlik Aile Arastirma Kurumu Yayinlari, Ankara, s. 237.
- Zihnioglu, Yaprak. (2003). Kadınsız İnkılap. Metis. (especially pp. 54–115, chap. 5–7.)
- Safarian Alexander. (2007). On the History of Turkish Feminism, "Iran and the Caucasus", vol.11.1, Brill, Leiden - Boston, pp. 141–152.

#### Durante la repubblica
- Elif Ekin Aksit, Kizlarin Sessizligi: Kiz Enstitulerinin Uzun Tarihi, Istanbul, Iletisim Yayinlari, 2005.
- Arat, Zehra F. (1998). "Kemalizm ve Turk Kadini", (der) Ayse Berktay Hacimirzaoglu, 75 Yilda Kadin ve Erkekler. Istanbul: Turkiye Ekonomik ve Toplumsal Tarih Vakfi Yayini, 51–58.
- Zehra Arat, Turkiye'de Kadin Olmak (der), Istanbul, Say Yayinlari.
- Zehra F. Arat, Kemalism and Turkish women, in Women and Politics, vol. 14, n. 4, Taylor & Francis, Fall 1994,  pp. 57-80, DOI:10.1300/J014v14n04_05.
- Berktay, Fatmagul. (1993). "Turkiye Solunun Kadina Bakisi: Degisen Bir Sey Var mi?" (der) Sirin Tekeli, 1980'ler Turkiye'sinde Kadin Bakis Acisindan Kadinlar. Istanbul: Iletisim Yayinlari.
- Handan Çağlayan, Analar Yoldaslar Tanricalar: Kurt Hareketinde Kadinlar ve Kadin Kimliginin Olusumu, Istanbul, Iletisim Yayinlari, 2007, ISBN 978-975-05-0492-1.
- Ayse Durakbasa, Cumhuriyet Doneminde Kemalist Kadin Kimliginin Olusumu" Tarih ve Toplum, in Tarih ve Toplum, vol. 9, n. 51, Iletisim Yayinlari, 1989.
- Emek Ergün, Feminist translation and feminist sociolinguistics in dialogue: A multi-layered analysis of linguistic gender constructions in and across English and Turkish, in Gender and Language, vol. 7, n. 1, Equinox, febbraio 2013,  pp. 13-33, DOI:10.1558/genl.v7i1.13.
- Halide Edip, Turk Modernlesmesi ve Feminizm, Istanbul, Iletisim Yayinlari, 2000.
- Koçak, Mine. 80'li Yıllar Kadın Hareketi Link to the original document.
- Shahrzad Mojab, Introduction: The solitude of the stateless-Kurdish women at the margins of feminist knowledge, in Shahrzad Mojab (a cura di), Women of a non-state nation: the Kurds, Costa Mesa, California, Mazda Publishers, 2001,  pp. 1-10, ISBN 978-1-56859-093-6. Pdf of book contents.
- Tekeli, Sirin. (1998). Birinci ve İkinci Dalga Feminist Hareketlerin Karşılaştırılmalı İncelemesi Üzerine bir Deneme." 75 Yılda Kadınlar ve Erkekler, İş Bankası ve Tarih Vakfı Yayınları, s. 337–346.
- Stella, Ovadia ve Gülnur Savran; Bozan & Ekin, & Ramazanoglu & Tuksal pieces in Özgürlüğü Ararken, Amargi, s. 37–57, 81–101, 203–221, s. 221–239 (roza ve jujin dergileri), 239–257.
- Sirman Nukhet, Feminism in Turkey: A Short History, in New Perspectives on Turkey, vol. 3, n. 1, Contemporary Turkish Studies at the London School of Economics and Political Science, 1993,  pp. 1-34.
- Selections from Amargi no. 3, Projen Var Mı? (tarih??).

### Su donne e genere

#### Islam, nazionalismo e Stato-nazione
- Acikel, Fethi. (1996). "Kutsal Mazlumlugun Psikopatolojisi", Toplum ve Bilim. (70): 153–199.
- Akin Feride. (1998). "Turban Sorunu: En Buyuk Dusman", Birikim dergisi 114.

#### Media e donne
- Aktanber, Ayse. (1993). "Turkiye'de Medya'da Kadin: Serbest, Musait Kadin veya Iyi Es, Fedakar Anne", (der) Sirin Tekeli, 1980'ler Turkiyesinde Kadin Bakis Acisindan Kadinlar. Istanbul: Iletisim Yayinlari.
- Asuman, Süner. Hayalet Ev: Yeni Türk Sinemasında Aidiyet, Kimlik ve Bellek, "Vasfiye'nin Kız Kardeşleri" (İstanbul: Metis Yayınları), s. 291–305.

#### Corpo, sessualità e violenza
- Ayse Gul Altınay and Yesim Arat, 2007. Türkiye'de Kadına Yonelik Siddet. [Click on for the original document: https://web.archive.org/web/20151106185410/http://www.kadinayoneliksiddet.org/TurkiyedeKadinaYoneliksiddet.pdf ]
- Kadioglu Ayse (1998) "Cinselligin Inkari: Buyuk Toplumsal Projelerin Nesnesi Olarak Turk Kadinlari", 75 Yilda Kadinlar ve Erkekler, Tarih Vakfi Yurt Yayinlari.
- Sevil Sümer e Hande Eslen-Ziya, New waves for old rights? Women’s mobilization and bodily rights in Turkey and Norway, in European Journal of Women's Studies, vol. 24, n. 1, Sage, febbraio 2017,  pp. 23-38, DOI:10.1177/1350506815619878.

#### Disuguaglianza di genere in ambito occupazionale
- Hattatoglu-Ozbek Dilek. (2002). "Ev Eksenli Calisma Stratejileri" (der) Aynur Ilyasoglu, Necla Akgokce, Yerli Bir Feminizme Dogru. Istanbul: Sel Yayincilik.
- Ozbay Ferhunde (1998) "Turkiye'de Aile ve Hane Yapisi: Dun, Bugun, Yarin", (der) Ayse Berktay Hacimirzaoglu, 75 Yilda Kadin ve Erkekler. Istanbul: Turkiye Ekonomik ve Toplumsal Tarih Vakfi Yayini.
- (2002) "Evlerde El Kizlari: Cariyeler, Evlatliklar, Gelinler", (yay. Haz. Ayse Durakbasa) Tarih Yaziminda Sinif ve Cinsiyet. Istanbul: Iletisim Yayinlari.
- Ozyegin Gul (2003) "Kapicilar, Gundelikciler ve Ev Sahipleri: Turk Kent Yasaminda Sorunlu Karsilasmalar", (der) Deniz Kandiyoti, Ayse Saktanber, Kultur Fragmanlari/ Turkiye'de Gundelik Hayat. Istanbul: Metis.
- (2004) Baskalarinin Kiri/Kapicilar, Gundelikciler ve Kadinlik Halleri (Cev. Sugra Oncu) Istanbul: Iletisim Yayinlari.
- Yasin, Yael Navaro. (2000). "Cumhuriyetin Ilk Yillarinda Ev Isinin Rasyonellesmesi", Toplum ve Bilim (84).
- Sirman, Nukhet. (2002). "Kadinlarin Milliyeti", Modern Turkiye'de Siyasi Dusunce (Cilt 4), Istanbul: Iletisim Yayinlari.

#### Diritto alla proprietà
- Sule Toktas e Mary Lou O’Neil, How do women receive inheritance? The processes of Turkish women’s inclusion and exclusion from property, in Asian Women, vol. 29, n. 4, Research Institute of Asian Women (RIAW), dicembre 2013,  pp. 25-50, DOI:10.14431/aw.2013.12.29.4.25.

#### Donne e lavoro
- Erdogan Necmi (2002) "Yok-Sanma: Yoksulluk, Maduniyet ve Fark Yaralari", (der) Necmi Erdogan, Yoksulluk Halleri. Istanbul: Demokrasi Kitapligi.
- Savran Gulnur (2004) Beden, Emek, Tarih: Diyalektik Bir Feminizm Icin. Istanbul: Kanat Yayincilik.
- Bora, Aksu (2005). Kadınların Sınıfı. İletişim. pp. 59–182 (the theoretical overview from pp. 21–59 is highly recommended by Ayse Parla for her gernder class in Sabanci).

#### Donne e genere (complessivo)
- Agduk-Gevrek, Meltem. (2000). "Cumhuriyet'in Asil Kizlarindan 90'larin Turk Kizlarina" Vatan, Millet, Kadinlar, Iletisim.
- Alakom Rohat 1998. Araştırmalarda Fazla Adı Geçmeyen Bir Kuruluş: Kürt Kadınları Teali Cemati." Tarih Toplum 171 (March): 36–40.
- Amargi. (2009). Kadinlar Arasinda: Deneyimlerimiz hangi kapilari aciyor: II. (der).
- Amargi (Aralik 2008). Oda: Virginia Woolf'un odasindayiz: Deneyimlerimiz hangi kapilari aciyor –I.
- Arat, Zehra. (1997). Kadinlarin Gundemi. (der). Istanbul, Say Yayinlari.
- Arat, Zehra. (1996). Kadin Gerceklikleri. (der). Istanbul, Say Yayinlari.
- Bora Aksu, Asena Gunal, and Gulnur Savran (tarih?), "Yuvarlak Masa." Birikim.
- Edip Halide (1987) Zeyno. Istanbul: Remzi Kitabevi.
- Gürbilek Nurdan. (2004). "Kadınsılaşma Endişesi: Efemine Erkekler, Hadım Oğullar, Kadın-Adamlar," In Kör Ayna, Kayıp Şark. Metis.
- Mutluer, Nil (2008) (der). Cinsiyet Halleri: Turkiye'de toplumsal cinsiyetin kesisim sinirlari. Istanbul, Varlik Yayinlari.
- Gitta Glüpker-Kesebir, Women’s Rights in Turkey and the European Union Accession Process: German Media Perspectives, in Journal of Women, Politics & Policy, vol. 37, n. 4, Taylor and Francis, agosto 2016,  pp. 514-537, DOI:10.1080/1554477X.2016.1192422.